# Lepidoneura africalis
Lepidoneura africalis là một loài bướm đêm trong họ Crambidae.